# Luk'a Gugeshashvili
Luk'a Gugeshashvili (in georgiano ლუკა გუგეშაშვილი?; Tbilisi, 29 aprile 1999) è un calciatore georgiano, portiere del Panserraïkos e della nazionale georgiana.

## Carriera

### Club
Il 1º luglio 2022 viene acquistato a titolo definitivo dalla squadra azera del Qarabağ.

### Nazionale
Ha rappresentato le nazionali giovanili georgiane Under-17, Under-19 ed Under-21.
Nel 2023 ha esordito nella nazionale maggiore georgiana.

## Statistiche

### Presenze e reti nei club
Statistiche aggiornate al 4 luglio 2022.
| Stagione        | Squadra                 | Campionato      | Campionato | Campionato | Coppe nazionali | Coppe nazionali | Coppe nazionali | Coppe continentali | Coppe continentali | Coppe continentali | Altre coppe | Altre coppe | Altre coppe | Totale | Totale |
| Stagione        | Squadra                 | Comp            | Pres       | Reti       | Comp            | Pres            | Reti            | Comp               | Pres               | Reti               | Comp        | Pres        | Reti        | Pres   | Reti   |
| --------------- | ----------------------- | --------------- | ---------- | ---------- | --------------- | --------------- | --------------- | ------------------ | ------------------ | ------------------ | ----------- | ----------- | ----------- | ------ | ------ |
| 2017-2018       | Podlasie Biała Podlaska | 3L              | 16         | -20        |                 | -               | -               |                    | -                  | -                  |             | -           | -           | 16     | -20    |
| lug.-dic. 2018  | Dila Gori               | EL              | 17         | -13        | CG              | 1               | -1              |                    | -                  | -                  |             | -           | -           | 18     | -14    |
| gen.-lug. 2019  | Dila Gori               | EL              | 17         | -20        | CG              | 0               | 0               |                    | -                  | -                  |             | -           | -           | 17     | -20    |
| 2019-gen. 2020  | Recreativo Granada      | SDB             | 5          | -11        |                 | -               | -               |                    | -                  | -                  |             | -           | -           | 5      | -11    |
| 2020            | Dila Gori               | EL              | 16         | -13        | CG              | 0               | 0               |                    | -                  | -                  |             | -           | -           | 16     | -13    |
| 2021            | Dila Gori               | EL              | 35         | -33        | CG              | 1               | -3              | UECL               | 2                  | -6                 |             | -           | -           | 38     | -42    |
| gen.-giu. 2022  | Qarabağ                 | PL              | 4          | -2         | CA              | 2               | 0               | UECL               | 2                  | -6                 |             | -           | -           | 8      | -8     |
| Totale carriera | Totale carriera         | Totale carriera | 110        | -112       |                 | 4               | -4              |                    | 4                  | -12                |             | -           | -           | 118    | -128   |

### Cronologia presenze e reti in nazionale
| Cronologia completa delle presenze e delle reti in nazionale ― Georgia | Cronologia completa delle presenze e delle reti in nazionale ― Georgia | Cronologia completa delle presenze e delle reti in nazionale ― Georgia | Cronologia completa delle presenze e delle reti in nazionale ― Georgia | Cronologia completa delle presenze e delle reti in nazionale ― Georgia | Cronologia completa delle presenze e delle reti in nazionale ― Georgia | Cronologia completa delle presenze e delle reti in nazionale ― Georgia | Cronologia completa delle presenze e delle reti in nazionale ― Georgia |
| Data                                                                   | Città                                                                  | In casa                                                                | Risultato                                                              | Ospiti                                                                 | Competizione                                                           | Reti                                                                   | Note                                                                   |
| ---------------------------------------------------------------------- | ---------------------------------------------------------------------- | ---------------------------------------------------------------------- | ---------------------------------------------------------------------- | ---------------------------------------------------------------------- | ---------------------------------------------------------------------- | ---------------------------------------------------------------------- | ---------------------------------------------------------------------- |
| 25-3-2023                                                              | Batum                                                                  | Georgia                                                                | 6 – 1                                                                  | Mongolia                                                               | Amichevole                                                             | -                                                                      | 46’                                                                    |
| 8-6-2025                                                               | Kutaisi                                                                | Georgia                                                                | 1 – 1                                                                  | Capo Verde                                                             | Amichevole                                                             | -1                                                                     |                                                                        |
| Totale                                                                 |                                                                        | Presenze                                                               | 2                                                                      |                                                                        | Reti                                                                   | -1                                                                     |                                                                        |

## Palmarès

### Club

#### Competizioni nazionali
- Campionato azero: 3

Qarabağ: 2021-2022, 2022-2023, 2023-2024
- Coppa d'Azerbaigian: 1

Qarabağ: 2021-2022